# اورسته لیونلو
اورسته لیونلو (به ایتالیایی: Oreste Lionello) (زاده ۷ آوریل ۱۹۲۳-درگذشته ۱۹ فوریهٔ ۲۰۰۹) بازیگر ایتالیایی بود.
از فیلم‌های معروف او می‌توان به بازی در شب زفاف، هفت بی‌غیرت ارجمند، سفیدبرفی و همراهان، ایمپریا، روسپی درباری کبیر، به‌خاطر عشق پوپیا، بهترین خدمتکار مقیم خانه، مرد هوسران، چهار مگس روی مخمل خاکستری، دلیل آن قطره‌های عجیب خون روی بدن جنیفر چیست؟، پوکر در رختخواب، دادرس ناحیه، دو رقیب، عشق و انرژی و سلام مریخی اشاره کرد.